# Nyala (Antilope)
Der Nyala (Nyala angasii, Syn.: Tragelaphus angasii) ist eine südostafrikanische Antilope aus der Gruppe der Waldböcke. Zur Unterscheidung vom Bergnyala wird er manchmal auch als Flachland-Nyala oder Tiefland-Nyala bezeichnet. Die Bezeichnung Nyala stammt aus dem Swahili.
Der Nyala galt lange als eine der seltensten Antilopenarten. Strenge Schutzmaßnahmen haben dazu beigetragen, dass sich die Bestände wieder erholt haben. Trotzdem zählt der Nyala zu den immer noch sehr wenig erforschten Hornträgern.

## Aussehen

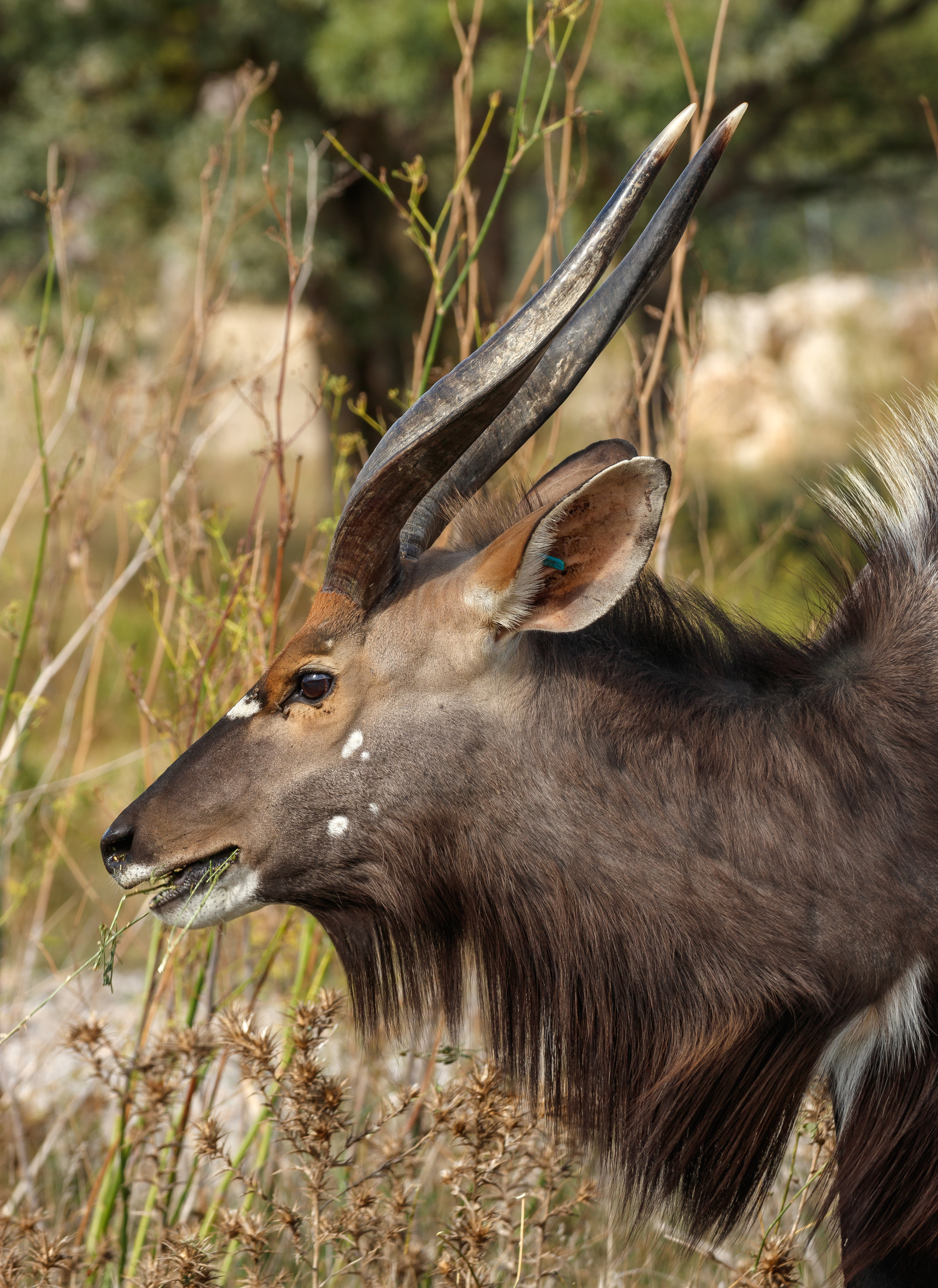
Männchen

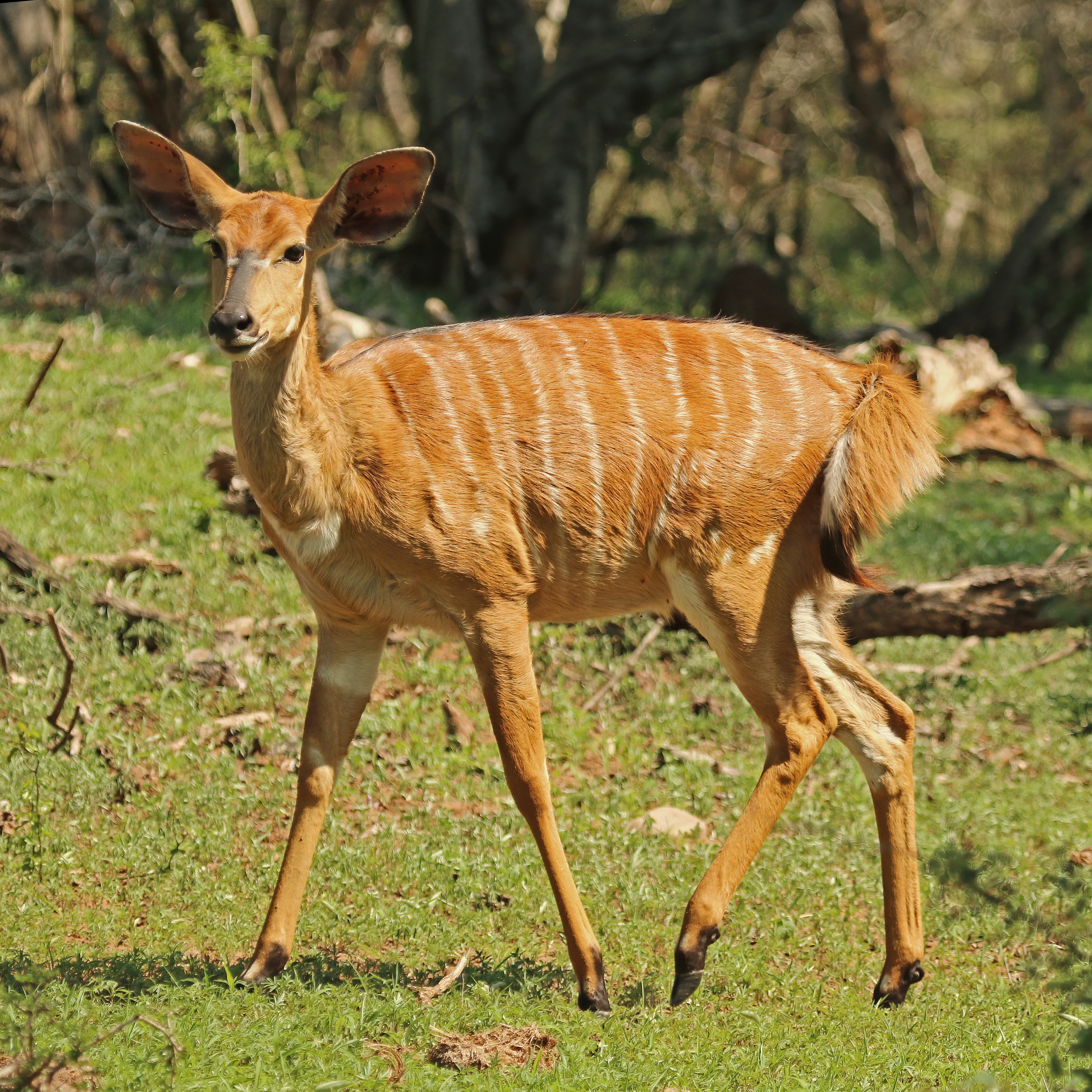
Weibchen

Männchen dieser Antilopenart erreichen eine Kopfrumpflänge von 159 bis 198 cm und eine Schulterhöhe von 104 bis 121 cm. Das Gewicht beträgt 92 bis 126 kg. Weibchen bleiben mit einer Kopfrumpflänge von 132 bis 146 cm, einer Schulterhöhe von 82 bis 106 cm und einem Gewicht von 55 bis 68 kg deutlich kleiner. Der Nyala hat damit den am meisten ausgeprägten Geschlechtsdimorphismus unter den tragelaphinen Antilopen. Der Schwanz der Tiere ist 37 bis 47 cm lang. Jungtiere und Weibchen sind kastanienbraun mit 8 bis 13 weißen Streifen auf den Rumpfseiten und mehr oder weniger hell oder leicht dunkel gefärbt. Die großen Männchen ändern ihre Färbung bei der Geschlechtsreife im Alter von etwa vier Jahren und bekommen eine dunkelbraun bis dunkelgraue Färbung, die oft noch einen bläulichen Schimmer aufweist. Lediglich die Unterschenkel, die Haare zwischen den Hörnern und in den Innenohren bleiben bräunlich. Ihr Fell nimmt dabei ein etwas zotteliges Erscheinungsbild an und bekommen eine lange Mähne aus aufrecht stehenden, weißlich-grauen Haaren, die das Rückgrat bedeckt. Eine hängende Bauchmähne verläuft von der Kehle bis zu den Hinterläufen. Die Seitenstreifen verblassen und können auch ganz verschwinden. Der buschige Schwanz ist bei beiden Geschlechtern an der Unterseite weiß. Nur die Männchen besitzen locker spiralförmige Hörner mit gelber Spitze, die eine Länge von 60 bis 83 cm erreichen können. Bei beiden Geschlechtern ist die Oberseite der Schnauze schwärzlich, die Lippen sind weiß und im oberen Brustbereich befindet sich ein weißer halbmondförmiger Fleck, der bei den Männchen mit zotteligen Haaren bedeckt ist. Unmittelbar über den Hufen ist der Fuß dunkelbraun oder schwärzlich. Das bleibende Gebiss der Adulten ist im Alter von zwei Jahren voll ausgebildet. Männchen haben 55 Chromosomen, Weibchen 56. Die Chromosomenzahl ist damit wesentlich größer als bei der nah verwandten Gattung Tragelaphus.
Die Zahnformel lautet: {\displaystyle {\frac {0.0.3.3}{3.1.3.3}}}.

## Verbreitung und Lebensraum

Das Verbreitungsgebiet des Nyalas

Nyalas sind in Mosambik im Süden des Staates und entlang des Sambesi, in Malawi im unteren Tal des Shire, im südöstlichen Simbabwe, und im äußersten Nordosten Südafrikas verbreitet. Eingeführt wurden sie außerdem auf Privatfarmen in Botswana, Namibia und Südafrikas, in Gebieten, in denen sie ursprünglich nicht heimisch waren.
Der ursprüngliche Lebensraum des Nyala ist das Lowveld, ein Savannenbiotop im äußersten Südosten Afrikas. Dort kommt er in Waldmosaiken, dichten Wälder und offenen Dickichten in unmittelbarer Nähe von offenem Wasser vor. Im mosambikanischen Zinave-Nationalpark leben Nyalas in offenen Baumsavannen, die mit Akazien, Bolusanthus und Ostyoderris bestanden sind. Männchen beschränken sich eher auf bewaldete Lebensräume als die Weibchen.

## Lebensweise
Nyalas sind scheu und halten sich in der Regel in der Nähe von Deckungen auf. In Schutzgebieten sind sie tagaktiv, in Gegenden, in denen sie verfolgt werden, dämmerungs- und nachtaktiv. Sie unternehmen keine langen Wanderungen und bewegen sich am Tag maximal über eine Distanz von 12 km, normalerweise weniger. Meist werden Nyalas einzeln oder in kleinen Gruppen mit höchstens 3 Exemplaren gesehen, die maximale Gruppengröße scheint bei 30 Tieren zu liegen. Nyalas ernähren sich von Blättern, Gräsern, Kräutern, Zweigen, Blüten und Früchten. Im Zinave-Nationalpark wurden 108 Pflanzenarten identifiziert, die von den Antilopen gefressen werden. Aufgrund ihrer unterschiedlichen Körperhöhe sind die Nahrungspräferenzen von Männchen und Weibchen unterschiedlich. Die Weibchen suchen ihre Nahrung eher in der niedrigen Gras- und Krautschicht, während die Männchen eher Blätter und andere Pflanzenteile von Sträuchern aufnehmen. Nyalas trinken täglich, vor allem während der Trockenzeit.

## Fortpflanzung

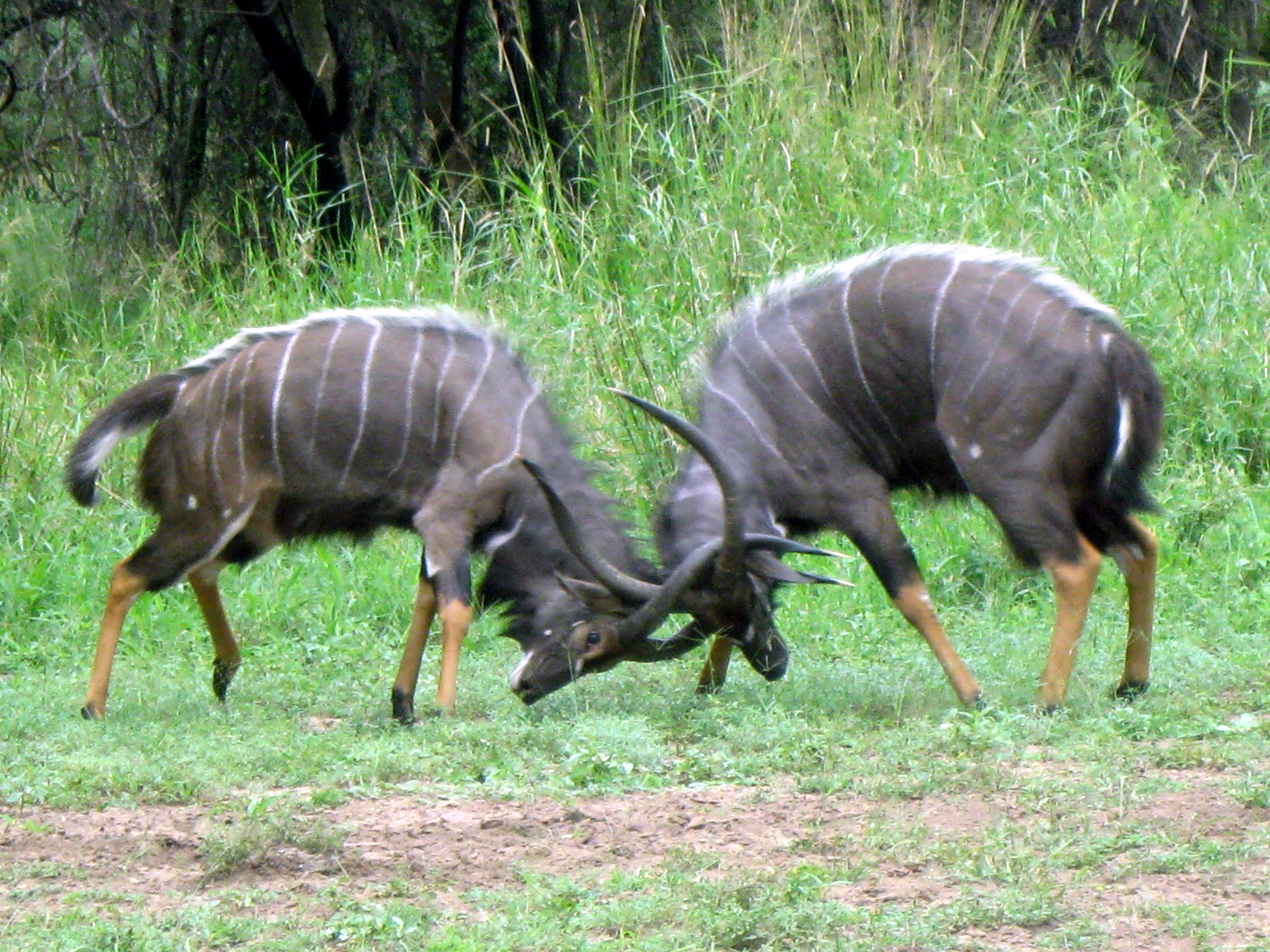
Männliche Nyalas bei Brunftkämpfen

Der Nyala vermehrt sich das ganze Jahr über, es gibt jedoch Häufungen von Geburten zu bestimmten Jahreszeiten, im mosambikanischen Zinave-Nationalpark z. B. am Ende der Trockenzeit und den Beginn der Regenzeit in den Monaten August und September. Männliche Nyalas sind weder territorial, noch versammeln sie ein Harem. Stattdessen bilden sie mit ihrem Imponiergehabe eine Hierarchie. Dabei richteten sie ihre Rückenmähne auf, heben den Schwanz zum Rücken und stolzieren hoch aufragenden Gang am Konkurrenten vorbei. Die Sichtfläche eines Männchens kann dabei um bis zu 40 % vergrößert werden. In seltenen Fällen fechten sie die Möglichkeiten zur Paarung untereinander aus. Die Paarung ist nur kurz, die Trächtigkeitsdauer liegt bei 8,5 Monaten. Es wird nur ein einzelnes Jungtier geboren, die bei der Geburt 4,1 bis 5,5 kg wiegen, eine Gesamtlänge von 81 bis 93 cm und eine Schulterhöhe von 47,5 bis 53 cm haben. Die ersten 10 bis 18 Tage seines Lebens hält sich das Jungtier versteckt. Im Unterschied zu vielen anderen Paarhufern versuchen Nyalas nicht, ihre Neugeborenen vor Raubtieren wie Löwen, Leoparden und Tüpfelhyänen aktiv zu schützen. Eine Woche nach der Geburt kann das Muttertier schon wieder läufig werden und nach 257 bis 297 Tagen das nächste Kalb gebären. Das Höchstalter der Nyalas liegt bei 18,5 Jahren.

## Systematik
Als Autor der Erstbeschreibung des Nyala gilt der englische Naturforscher George French Angas. Er gab der Art 1849 die wissenschaftliche Bezeichnung Tragelaphus angasii. Im Zug einer Revision der Hornträger im Jahr 2011 durch Colin Groves und Peter Grubb wurde der Nyala in die monotypische Gattung Nyala gestellt, die bereits 1912 durch den US-amerikanischen Zoologen Edmund Heller eingeführt worden ist. In einigen Publikationen wird der Nyala aber auch heute noch der Gattung Tragelaphus zugeordnet. Unabhängig davon gehört der Nyala zur Gattungsgruppe der Tragelaphini innerhalb der Unterfamilie der Bovinae in der Familie der Hornträger (Bovidae). Die Schwestergruppe des Nyala sind wahrscheinlich die Kleinen Kudus (Ammelaphus). Die zu den zwei Taxa führende Entwicklungslinie trennte sich während des Übergangs vom Miozän zum Pliozän von Tragelaphus und beide entwickelten sich seit dem frühen Pliozän vor ca. 4,5 Millionen unabhängig voneinander.

## Gefährdung
Die IUCN schätzt den Bestand des Nyala als ungefährdet ein. Die Anzahl der ausgewachsenen Individuen wurde 2016 auf 20.000 bis 27.500 Exemplare geschätzt. Etwa 80 % der Tiere leben in Schutzgebieten, in Südafrika z. B. im Kruger-Nationalpark und im Hluhluwe-iMfolozi-Park oder in Mosambik in den Nationalparks Gorongosa, Banhine und Zinave.